# John Joyce
John Patrick Joyce, né le 8 février 1957 à Altoona (Pennsylvanie), est un homme politique américain. Membre du Parti républicain de Pennsylvanie, il est élu à la Chambre des représentants des États-Unis depuis 2019.

## Biographie
John Joyce est diplômé en biologie de l'université d'État de Pennsylvanie avant d'obtenir son doctorat en médecine de l'université Temple en 1983. Il devient alors dermatologue. Il travaille notamment pour la marine durant la guerre du Golfe, à l'hôpital naval de Portsmouth.
Il se lance en politique à l'occasion des élections de mi-mandat de 2018. Il se porte candidat à la Chambre des représentants des États-Unis dans le 9e district de Pennsylvanie, où le représentant sortant Bill Shuster ne se représente pas. En février, les circonscriptions sont redessinées par la justice ; l'ancien 9e district est désormais le 13e et constitue la circonscription la plus conservatrice de l'État. Joyce reçoit le soutien de Shuster et remporte la primaire républicaine en mai avec environ 22 % des suffrages, devant le sénateur John Eichelberger à 20 % et six autres candidats. En novembre, il est élu représentant des États-Unis avec plus de 70 % des voix.

## Positions politiques
John Joyce se présente comme un républicain soutenant Donald Trump et les valeurs conservatrices. Il soutient notamment le droit de porter des armes, un contrôle renforcé de la frontière mexicaine, l'accord de libre-échange nord-américain et s'oppose à l'avortement.